# (22132) Merkley
(22132) Merkley est un astéroïde de la ceinture principale d'astéroïdes.

## Description
(22132) Merkley est un astéroïde de la ceinture principale d'astéroïdes. Il fut découvert le 24 octobre 2000 à Socorro (Nouveau-Mexique) par le projet LINEAR. Il présente une orbite caractérisée par un demi-grand axe de 2,94 UA, une excentricité de 0,08 et une inclinaison de 2,7° par rapport à l'écliptique.

## Compléments